# Paris–Tours 1937
Paris–Tours 1937 war die 32. Austragung von Paris–Tours, ein französisches Eintagesrennen im Straßenradsport. Es wurde am 25. April 1937 über eine Distanz von 251 km von der französischen Hauptstadt Paris nach Tours im Département Indre-et-Loire ausgetragen. Sieger wurde Gustave Danneels aus Belgien.

## Rennen
133 Radrennfahrer traten zum Rennen auf einem flachen Kurs an. Trotz einer Reihe von Ausreißversuchen blieb eine Gruppe von zehn Fahrern zusammen. Den Sprint aus der Gruppe gewann Danneels.
Danneels war der erste Fahrer, der das Rennen dreimal gewinnen konnte. 38 Fahrer kamen ins Ziel in Tours.

## Ergebnis
| Platz | Fahrer             | Team                | Zeit              |
| ----- | ------------------ | ------------------- | ----------------- |
| 1.    | Gustave Danneels   | Alcyon–Dunlop       | 6: 06: 37 Stunden |
| 2.    | Frans Bonduel      | Dilecta–Wolber      | gl. Zeit          |
| 3.    | Edgard De Caluwé   | Dilecta–Wolber      | gl. Zeit          |
| 4.    | Paul Chocque       | Génial–Lucifer      | gl. Zeit          |
| 5.    | Albert Hendrickx   | Labor–Dunlop        | gl. Zeit          |
| 6.    | Maurice Archambaud | A. Leducq–Mercier   | gl. Zeit          |
| 7.    | Sylvain Marcaillou | France Sport–Wolber | gl. Zeit          |
| 8.    | Antonin Magne      | France Sport–Wolber | gl. Zeit          |
| 9.    | Emile Gamard       | Génial–Lucifer      | gl. Zeit          |
| 10.   | Félicien Vervaecke | Alcyon–Dunlop       | gl. Zeit          |